# Allotinus nicholsi
Allotinus nicholsi är en fjärilsart som beskrevs av Dudley Moulton 1911. Allotinus nicholsi ingår i släktet Allotinus och familjen juvelvingar. Inga underarter finns listade i Catalogue of Life.